# Tschechischer Fußballpokal 2000/01
Der Tschechische Fußballpokal 2000/01 (tschechisch: Pohár ČMFS 2000/01) war die achte Austragung des Fußballpokalwettbewerbs der Männer des Fußballverbandes der Tschechischen Republik. Im Endspiel setzte sich der FK Viktoria Žižkov mit 2:1 nach Verlängerung gegen Meister AC Sparta Prag durch. Der Sieger nahm am UEFA-Pokal teil.

## Modus und Termine
Am Wettbewerb nahmen in der Vorrunde 26 Mannschaften teil. Zu den 13 Gewinnern stießen in der ersten Runde weitere 83 Teams. In der zweiten Runde kamen 16 Erstligisten hinzu. In allen Runden wurde der Sieger in einem Spiel ermittelt. Bis zum Achtelfinale wurde bei unentschiedenem Ausgang nach der regulären Spielzeit von 90 Minuten ein Elfmeterschießen durchgeführt. Ab dem Viertelfinale gab es nach einem Remis eine Verlängerung von zweimal 15 Minuten und falls notwendig ein Elfmeterschießen. Das Finale fand am 28. Mai 2001 statt.
| Runde         | Datum                  | Spiele | Vereine   | Neueinstiege |
| ------------- | ---------------------- | ------ | --------- | ------------ |
| Vorrunde      | 16. Juli 2000          | 13     | 125 → 112 | 26           |
| 1. Runde      | 23. Juli 2000          | 48     | 112 → 64  | 83           |
| 2. Runde      | 26. Juli 2000          | 32     | 64 → 32   | 16           |
| 3. Runde      | 5. – 6. September 2000 | 16     | 32 → 16   | –            |
| Achtelfinale  | 25. März 2001          | 08     | 16 → 8    | –            |
| Viertelfinale | 11. – 13. April 2001   | 04     | 8 → 4     | –            |
| Halbfinale    | 1. – 2. Mai 2001       | 02     | 4 → 2     | –            |
| Finale        | 28. Mai 2001           | 01     | 2 → 1     | –            |
| Gesamt        |                        | 1240   |           | 1250         |

## Vorrunde

### Teilnehmende Mannschaften
17 Viertligisten, 3 Fünftligisten und 6 Sechstligisten
| Vorrundenteilnehmer | | | |
| SK Bělá pod Bezdězem (IV) FK Brandýs nad Labem (IV) TJ Sokol Deštné (IV) FK Agria Choceň (IV) FK Velké Hamry (IV) TJ Přeštice (IV) Spartak MAS Sezimovo Ústí (IV) | FK Litvínov (IV) SK Uhelné sklady Prag (IV) FK Lučan Žatec (IV) FC Olympia Hradec Královéc (IV) Spartak Rychnov nad Kněžnou (IV) FK Trutnov (IV) FC Velim (IV) | TJ FS Napajedla (IV) FK Slavia Orlová-Lutyně (IV) TJ Jiskra Rýmařov (IV) FK Dukla Dejvice (V) FK Lokomotiva Pardubice (V) TJ Sušice (V) | SIAD TP Brňany (VI) SK Hodolany (VI) FK Holešov (VI) TJ Slavoj Hrdějovice (VI) TJ Internacionál Petrovice (VI) TJ Tatran Rako Rakovník (VI) |
| IV = Divize • V = Krajský přebor • VI = I. A třída | | | |

### Begegnungen der Vorrunde
| Datum                 |                                 | Ergebnis        |                                  |
| --------------------- | ------------------------------- | --------------- | -------------------------------- |
| 15.07.2000, 17:00 Uhr | TJ Slavoj Hrdějovice (VI)       | 1:3             | Spartak MAS Sezimovo Ústí (IV)   |
| 16.07.2000, 17:00 Uhr | TJ Internacionál Petrovice (VI) | 1:2             | FK Slavia Orlová-Lutyně (IV)     |
| 16.07.2000, 17:00 Uhr | SK Hodolany (VI)                | 00:3 1          | TJ Jiskra Rýmařov (IV)           |
| 16.07.2000, 17:00 Uhr | FK Holešov (VI)                 | 0:0 (5:4 i. E.) | TJ FS Napajedla (IV)             |
| 16.07.2000, 17:00 Uhr | TJ Sokol Deštné (IV)            | 1:0             | Spartak Rychnov nad Kněžnou (IV) |
| 16.07.2000, 17:00 Uhr | FK Lokomotiva Pardubice] (V)    | 2:1             | FK Agria Choceň (IV)             |
| 16.07.2000, 17:00 Uhr | FK Velké Hamry (IV)             | 0:1             | FK Trutnov (IV)                  |
| 16.07.2000, 17:00 Uhr | TJ Sušice (V)                   | 0:1             | TJ Přeštice (IV)                 |
| 16.07.2000, 17:00 Uhr | FC Velim (IV)                   | 1:0             | FC Olympia Hradec Královéc (IV)  |
| 16.07.2000, 17:00 Uhr | TJ Tatran Rako Rakovník (VI)    | 3:1             | FK Lučan Žatec (IV)              |
| 16.07.2000, 17:00 Uhr | FK Brandýs nad Labem (IV)       | 3:0             | SK Bělá pod Bezdězem (IV)        |
| 18.07.2000, 17:45 Uhr | FK Dukla Dejvice (V)            | 2:3             | SK Uhelné sklady Prag (IV)       |
| 19.07.2000, 17:00 Uhr | SIAD TP Brňany (VI)             | 1:0             | FK Litvínov (IV)                 |

## 1. Runde

### Teilnehmende Mannschaften
Die 13 Sieger der Vorrunde, 15 Zweitligisten, 24 Drittligisten, weitere 43 Viertligisten und ein Sechstligist. Insgesamt nahmen 96 Mannschaften teil.
| Fotbalová národní liga 15 Mannschaften der 2. Liga 2000/01 | Sieger der Vorrunde die 13 Sieger der Vorrunde | weitere Teilnehmer 68 Mannschaften | weitere Teilnehmer 68 Mannschaften | weitere Teilnehmer 68 Mannschaften |
| VT Chomutov Vysočina Jihlava SK Hradec Králové FC Karviná FC MUS Most FK Mladá Boleslav TJ Spolana Neratovice SFC Opava FK AS Pardubice SK LeRK Prostějov SC Xaverov Horní Počernice SK Baník Ratíškovice Fotbal Třinec FC Vítkovice FC Zlín | FK Brandýs nad Labem (IV) TJ Sokol Deštné (IV) FK Slavia Orlová-Lutyně (IV) SK Uhelné sklady Prag (IV) TJ Přeštice (IV) TJ Jiskra Rýmařov (IV) Spartak MAS Sezimovo Ústí (IV) FK Trutnov (IV) FC Velim (IV) FK Lokomotiva Pardubice (V) SIAD TP Brňany (VI) FK Holešov (VI) TJ Tatran Rako Rakovník (VI) | FK Admira-Slavoj Prag (III) AFK Chrudim (III) SK Kladno (III) FK Mogul Kolín (III) TJ Tatran Prachatice (III) FC Sparta Krč Prag (III) FC Střížkov Praha 9 (III) AFK Sokol Semice (III) SK Semily (III) FK Jiskra Třeboň (III) TJ Karlovy Vary-Dvory (III) TJ Slovan Varnsdorf (III) FC Elseremo Brumov (III) FC MSA Dolní Benešov (III) FK Bystřice pod Hostýnem (III) FK VP Frýdek-Místek (III) SK Hranice (III) FC Group Dolní Kounice (III) FK Kunovice (III) FC VMG Kyjov (III) TJ Nový Jičín (III) SK Tatran Poštorná (III) FK UNEX Uničov (III) | TJ Biocel Vratimov (III) TJ Keramika Chlumčany (IV) SK Klatovy 1898 (IV) SK Motorlet Prag (IV) FK Tábor (IV) FK Tachov (IV) SK Union Čelákovice (IV) FK Český lev Neštěmice (IV) FK Tatran Kadaň (IV) FK Kaučuk Kralupy (IV) FK Litoměřice (IV) SK Rakovník (IV) SK Roudnice nad Labem (IV) SK Smíchov (IV) SK AssiDoman Štěti (IV) SK Holice (IV) FK OEZ Letohrad (IV) SK Viktoria Sibřina (IV) FK Česká Třebová (IV) TJ Slovan Břeclav (IV) FC Sparta Brünn (IV) ČAFC Židenice Brünn (IV) SK VTJ Spartak Hulín (IV) | FK Refotal Albrechtice (IV) FK Avizo Město Albrechtice (IV) ŠSK Bilovec (IV) FC Slavoj Bruntál (IV) FK Chropyně (IV) SK Dětmarovice (IV) SK Kravaře (IV) FC Dosta Bystrc-Kníničky (IV) SK Hanácká Slavia Kroměříž (IV) FC TVD Slavičín (IV) FC Slušovice (IV) TJ Svitavy (IV) SK Slavkov u Brna (IV) TJ BOPO Třebíč (IV) FC Slavia Třebíč (IV) TJ Valašské Meziříčí (IV) TJ Lokomotiva Petrovice (IV) Dukla Sekopt Hranice (IV) TJ Pramet Šumperk (IV) TJ Sokol Lázne Velké Losiny (IV) Fotbal Znojmo (IV) RAFK Rajhrad (VI) |
| Ligaebene in Klammern: III = ČFL bzw. MSFL • IV = Divize • V = Krajský přebor • VI = I. A třída | | | | |

### Begegnungen der 1. Runde
| Datum                 |                                  | Ergebnis        |                                 |
| --------------------- | -------------------------------- | --------------- | ------------------------------- |
| 21.07.2000, 17:00 Uhr | SK Smíchov (IV)                  | 0:2             | FC Sparta Krč Prag (III)        |
| 22.07.2000, 10:15 Uhr | SK Uhelné sklady Prag (IV)       | 4:3             | FC Střížkov Praha 9 (III)       |
| 22.07.2000, 16:30 Uhr | TJ Jiskra Rýmařov (IV)           | 1:1 (6:5 i. E.) | SK Holice (IV)                  |
| 22.07.2000, 17:00 Uhr | Dukla Sekopt Hranice (IV)        | 0:0 (6:5 i. E.) | SK Hranice (III)                |
| 22.07.2000, 17:00 Uhr | SK VTJ Spartak Hulín (IV)        | 2:3             | SK Hanácká Slavia Kroměříž (IV) |
| 22.07.2000, 17:00 Uhr | FC Slušovice (IV)                | 1:2             | SK Baník Ratíškovice (II)       |
| 22.07.2000, 17:00 Uhr | FK OEZ Letohrad (IV)             | 0:2             | SK Hradec Králové (II)          |
| 22.07.2000, 17:00 Uhr | SK Union Čelákovice (IV)         | 0:0 (6:5 i. E.) | FK Mladá Boleslav (II)          |
| 23.07.2000, 17:00 Uhr | FC Slavia Třebíč (IV)            | 1:2             | TJ BOPO Třebíč (IV)             |
| 23.07.2000, 17:00 Uhr | FK Refotal Albrechtice (IV)      | 0:0 (4:3 i. E.) | FC Karviná (II)                 |
| 23.07.2000, 17:00 Uhr | FK Chropyně (IV)                 | 0:5             | SK LeRK Prostějov (II)          |
| 23.07.2000, 17:00 Uhr | FC Slavoj Bruntál (IV)           | 0:8             | SFC Opava (II)                  |
| 23.07.2000, 17:00 Uhr | TJ Sokol Lázne Velké Losiny (IV) | 3:1             | FK UNEX Uničov (III)            |
| 23.07.2000, 17:00 Uhr | TJ Biocel Vratimov (III)         | 1:1 (4:1 i. E.) | FC Vítkovice (II)               |
| 23.07.2000, 17:00 Uhr | ŠSK Bilovec (IV)                 | 0:2             | TJ Nový Jičín (III)             |
| 23.07.2000, 17:00 Uhr | FK Slavia Orlová-Lutyně (IV)     | 0:1             | Fotbal Třinec (II)              |
| 23.07.2000, 17:00 Uhr | TJ Pramet Šumperk (IV)           | 0:6             | FK Avizo Město Albrechtice (IV) |
| 23.07.2000, 17:00 Uhr | TJ Valašské Meziříčí (IV)        | 0:2             | FK VP Frýdek-Místek (III)       |
| 23.07.2000, 17:00 Uhr | SK Kravaře (IV)                  | 0:2             | FC MSA Dolní Benešov (III)      |
| 23.07.2000, 17:00 Uhr | TJ Lokomotiva Petrovice (IV)     | 3:0             | SK Dětmarovice (IV)             |
| 23.07.2000, 17:00 Uhr | FK Tachov (IV)                   | 1:5             | TJ Tatran Prachatice (III)      |
| 23.07.2000, 17:00 Uhr | TJ Keramika Chlumčany (IV)       | 0:0 (5:4 i. E.) | FK Jiskra Třeboň (III)          |
| 23.07.2000, 17:00 Uhr | TJ Přeštice (IV)                 | 3:0             | SK Klatovy 1898 (IV)            |
| 23.07.2000, 17:00 Uhr | FK Tatran Kadaň (IV)             | 3:0             | TJ Karlovy Vary-Dvory (III)     |
| 23.07.2000, 17:00 Uhr | SK Motorlet Prag (IV)            | 2:2 (1:3 i. E.) | FK Admira-Slavoj Prag (III)     |
| 23.07.2000, 17:00 Uhr | FK Brandýs nad Labem (IV)        | 0:2             | SC Xaverov Horní Počernice (II) |
| 23.07.2000, 17:00 Uhr | FK Kaučuk Kralupy (IV)           | 0:3             | TJ Spolana Neratovice (II)      |
| 23.07.2000, 17:00 Uhr | FK Litoměřice (IV)               | 0:7             | SK Kladno (III)                 |
| 23.07.2000, 17:00 Uhr | SK Viktoria Sibřina (IV)         | 1:1 (3:1 i. E.) | AFK Sokol Semice (III)          |
| 23.07.2000, 17:00 Uhr | TJ Tatran Rako Rakovník (VI)     | 3:5             | SK Rakovník (IV)                |
| 23.07.2000, 17:00 Uhr | Spartak MAS Sezimovo Ústí (IV)   | 3:2             | FK Tábor (IV)                   |
| 23.07.2000, 17:00 Uhr | SK Roudnice nad Labem (IV)       | 1:3             | VT Chomutov (II)                |
| 23.07.2000, 17:00 Uhr | SK AssiDoman Štěti (IV)          | 0:5             | FC MUS Most (II)                |
| 23.07.2000, 17:00 Uhr | SIAD TP Brňany (VI)              | 1:0             | FK Český lev Neštěmice (IV)     |
| 23.07.2000, 17:00 Uhr | FK Trutnov (IV)                  | 1:1 (2:4 i. E.) | TJ Slovan Varnsdorf (III)       |
| 23.07.2000, 17:00 Uhr | FK Lokomotiva Pardubice (V)      | 2:4             | FK AS Pardubice (II)            |
| 23.07.2000, 17:00 Uhr | FK Česká Třebová (IV)            | 4:1             | AFK Chrudim (III)               |
| 23.07.2000, 17:00 Uhr | TJ Sokol Deštné (IV)             | 2:1             | SK Semily (III)                 |
| 23.07.2000, 17:00 Uhr | FC TVD Slavičín (IV)             | 1:1 (3:2 i. E.) | FC Elseremo Brumov (III)        |
| 23.07.2000, 17:00 Uhr | SK Slavkov u Brna (IV)           | 1:2             | FC Sparta Brünn (IV)            |
| 23.07.2000, 17:00 Uhr | TJ Svitavy (IV)                  | 2:2 (5:4 i. E.) | FC Group Dolní Kounice (III)    |
| 23.07.2000, 17:00 Uhr | Fotbal Znojmo (IV)               | 1:2             | FC VMG Kyjov (III)              |
| 23.07.2000, 17:00 Uhr | ČAFC Židenice Brünn (IV)         | 0:1             | Vysočina Jihlava (II)           |
| 23.07.2000, 17:00 Uhr | TJ Slovan Břeclav (IV)           | 1:1 (2:3 i. E.) | SK Tatran Poštorná (III)        |
| 23.07.2000, 17:00 Uhr | RAFK Rajhrad (VI)                | 1:2             | FC Dosta Bystrc-Kníničky (IV)   |
| 23.07.2000, 17:00 Uhr | FK Holešov (VI)                  | 1:6             | FK Kunovice (III)               |
| 23.07.2000, 17:00 Uhr | FK Bystřice pod Hostýnem (III)   | 0:2             | FC Zlín (II)                    |
| 23.07.2000, 17:00 Uhr | FC Velim (IV)                    | 1:2             | FK Mogul Kolín (III)            |

## 2. Runde

### Teilnehmende Mannschaften
| Gambrinus Liga 2000/01 16 Erstligisten | Sieger der 1. Runde 48 Mannschaften | Sieger der 1. Runde 48 Mannschaften | Sieger der 1. Runde 48 Mannschaften |
| AC Sparta Prag SK Slavia Prag CU Bohemians Prag SK České Budweis FC Marila Příbram FK Chmel Blšany FC Stavo Artikel Brünn FK Jablonec 97 Baník Ostrava FK Drnovice Slovan Liberec SK Sigma Olmütz FC Viktoria Pilsen 1. FC SYNOT FK Teplice FK Viktoria Žižkov | VT Chomutov (II) FK VP Frýdek-Místek (II) SC Xaverov Horní Počernice (II) Vysočina Jihlava (II) SK Hradec Králové (II) FC MUS Most (II) TJ Spolana Neratovice (II) SFC Opava (II) FK AS Pardubice (II) SK LeRK Prostějov (II) SK Baník Ratíškovice (II) Fotbal Třinec (II) FC Zlín (II) FC MSA Dolní Benešov (III) TJ Nový Jičín (III) SK Kladno (III) | FK Mogul Kolín (III) FK Kunovice (III) FC VMG Kyjov (III) SK Tatran Poštorná (III) TJ Tatran Prachatice (III) FK Admira-Slavoj Prag (III) FC Sparta Krč Prag (III) TJ Slovan Varnsdorf (III) TJ Biocel Vratimov (III) FK Avizo Město Albrechtice (IV) FK Refotal Albrechtice (IV) FC Sparta Brünn (IV) FC Dosta Bystrc-Kníničky (IV) SK Union Čelákovice (IV) TJ Keramika Chlumčany (IV) TJ Sokol Deštné (IV) | Dukla Sekopt Hranice (IV) FK Tatran Kadaň (IV) SK Hanácká Slavia Kroměříž (IV) TJ Lokomotiva Petrovice (IV) SK Uhelné sklady Prag (IV) TJ Přeštice (IV) SK Rakovník (IV) TJ Jiskra Rýmařov (IV) Spartak MAS Sezimovo Ústí (IV) SK Viktoria Sibřina (IV) FC TVD Slavičín (IV) TJ Svitavy (IV) TJ BOPO Třebíč (IV) FK Česká Třebová (IV) TJ Sokol Lázne Velké Losiny (IV) SIAD TP Brňany (VI) |
| Ligaebene in Klammern: II = FNL • III = ČFL bzw. MSFL • IV = Divize • V = Krajský přebor | | | |

### Begegnungen der 2. Runde
| Datum                 |                                  | Ergebnis         |                                 |
| --------------------- | -------------------------------- | ---------------- | ------------------------------- |
| 25.07.2000, 17:00 Uhr | FC TVD Slavičín (IV)             | 0:5              | 1. FC SYNOT (I)                 |
| 26.07.2000, 15:00 Uhr | FK Admira-Slavoj Prag (III)      | 0:1              | SC Xaverov Horní Počernice (II) |
| 26.07.2000, 15:30 Uhr | TJ Keramika Chlumčany (IV)       | 0:6              | FC Marila Příbram (I)           |
| 26.07.2000, 17:00 Uhr | FK Mogul Kolín (III)             | 0:5              | AC Sparta Prag (I)              |
| 26.07.2000, 17:00 Uhr | FK Tatran Kadaň (IV)             | 0:1              | FC MUS Most (II)                |
| 26.07.2000, 17:00 Uhr | SK Uhelné sklady Prag (IV)       | 0:4              | VT Chomutov (II)                |
| 26.07.2000, 17:00 Uhr | SK Rakovník (IV)                 | 1:0              | TJ Spolana Neratovice (II)      |
| 26.07.2000, 17:00 Uhr | TJ Sokol Lázne Velké Losiny (IV) | 0:5              | SFC Opava (II)                  |
| 26.07.2000, 17:00 Uhr | TJ Sokol Deštné (IV)             | 1:2              | Slovan Liberec (I)              |
| 26.07.2000, 17:00 Uhr | FC Dosta Bystrc-Kníničky (IV)    | 1:1 (3:2 i. E.)  | TJ Svitavy (IV)                 |
| 26.07.2000, 17:00 Uhr | TJ Tatran Prachatice (III)       | 2:2 (2:4 i. E.)  | FK Viktoria Žižkov (I)          |
| 26.07.2000, 17:00 Uhr | SK Union Čelákovice (IV)         | 1:3              | FK Jablonec 97 (I)              |
| 26.07.2000, 17:00 Uhr | FK Kunovice (III)                | 1:1 (4:1 i. E.)  | FC Zlín (II)                    |
| 26.07.2000, 17:00 Uhr | FC Sparta Brünn (IV)             | 1:8              | FC Stavo Artikel Brünn (I)      |
| 26.07.2000, 17:00 Uhr | TJ BOPO Třebíč (IV)              | 0:1              | Vysočina Jihlava (II)           |
| 26.07.2000, 17:00 Uhr | SK Tatran Poštorná (III)         | 1:8              | FK Drnovice (I)                 |
| 26.07.2000, 17:00 Uhr | Spartak MAS Sezimovo Ústí (IV)   | 0:4              | SK České Budweis (I)            |
| 26.07.2000, 17:00 Uhr | FK Avizo Město Albrechtice (IV)  | 1:1 (9:10 i. E.) | Fotbal Třinec (II)              |
| 26.07.2000, 17:00 Uhr | SIAD TP Brňany (VI)              | 0:2              | CU Bohemians Prag (I)           |
| 26.07.2000, 17:00 Uhr | SK Viktoria Sibřina (IV)         | 0:0 (4:5 i. E.)  | FK AS Pardubice (II)            |
| 26.07.2000, 17:00 Uhr | FC Sparta Krč Prag (III)         | 0:0 (3:0 i. E.)  | SK Hradec Králové (II)          |
| 26.07.2000, 17:00 Uhr | FC MSA Dolní Benešov (III)       | 0:1              | Baník Ostrava (I)               |
| 26.07.2000, 17:00 Uhr | FK VP Frýdek-Místek (III)        | 0:3              | TJ Biocel Vratimov (III)        |
| 26.07.2000, 17:00 Uhr | TJ Lokomotiva Petrovice (IV)     | 1:1 (3:4 i. E.)  | FK Refotal Albrechtice (IV)     |
| 26.07.2000, 17:30 Uhr | TJ Přeštice (IV)                 | 1:3              | FC Viktoria Pilsen (I)          |
| 02.08.2000, 17:00 Uhr | TJ Slovan Varnsdorf (III)        | 2:6              | FK Teplice (I)                  |
| 02.08.2000, 17:00 Uhr | SK Hanácká Slavia Kroměříž (IV)  | 2:1              | TJ Jiskra Rýmařov (IV)          |
| 02.08.2000, 17:00 Uhr | FC VMG Kyjov (III)               | 0:1              | SK Baník Ratíškovice (II)       |
| 30.08.2000, 16:30 Uhr | SK LeRK Prostějov (II)           | 2:0              | SK Sigma Olmütz (I)             |
| 30.08.2000, 16:30 Uhr | SK Kladno (III)                  | 0:2              | FK Chmel Blšany (I)             |
| 30.08.2000, 16:30 Uhr | FK Česká Třebová (IV)            | 2:6              | SK Slavia Prag (I)              |
| 30.08.2000, 17:00 Uhr | Dukla Sekopt Hranice (IV)        | 00:3 1           | TJ Nový Jičín (III)             |

## 3. Runde
Teilnehmer: Die 32 Sieger der 2. Runde
| Datum                 |                                 | Ergebnis        |                            |
| --------------------- | ------------------------------- | --------------- | -------------------------- |
| 05.09.2000, 16:30 Uhr | SK Rakovník (IV)                | 1:3             | FK Teplice (I)             |
| 05.09.2000, 16:30 Uhr | SFC Opava (II)                  | 1:1 (4:3 i. E.) | SK LeRK Prostějov (II)     |
| 05.09.2000, 16:30 Uhr | FC Dosta Bystrc-Kníničky (IV)   | 0:2             | Slovan Liberec (I)         |
| 05.09.2000, 16:30 Uhr | SK Hanácká Slavia Kroměříž (IV) | 1:7             | FK Viktoria Žižkov (I)     |
| 05.09.2000, 16:30 Uhr | FK Kunovice (III)               | 1:2             | FK Jablonec 97 (I)         |
| 05.09.2000, 16:30 Uhr | Vysočina Jihlava (II)           | 2:2 (2:3 i. E.) | FC Stavo Artikel Brünn (I) |
| 05.09.2000, 16:30 Uhr | Fotbal Třinec (II)              | 1:2             | SK České Budweis (I)       |
| 05.09.2000, 16:30 Uhr | FC Sparta Krč Prag (III)        | 0:0 (4:5 i. E.) | FK Chmel Blšany (I)        |
| 05.09.2000, 16:30 Uhr | SC Xaverov Horní Počernice (II) | 0:1             | FC Marila Příbram (I)      |
| 05.09.2000, 16:30 Uhr | TJ Biocel Vratimov (III)        | 2:3             | 1. FC SYNOT (I)            |
| 06.09.2000, 16:00 Uhr | VT Chomutov (II)                | 3:1             | FC Viktoria Pilsen (I)     |
| 06.09.2000, 16:30 Uhr | FC MUS Most (II)                | 1:3             | AC Sparta Prag (I)         |
| 06.09.2000, 16:30 Uhr | FK AS Pardubice (II)            | 0:0 (4:5 i. E.) | CU Bohemians Prag (I)      |
| 06.09.2000, 16:30 Uhr | FK Refotal Albrechtice (IV)     | 0:4             | SK Slavia Prag (I)         |
| 27.09.2000, 16:30 Uhr | TJ Nový Jičín (III)             | 1:2             | Baník Ostrava (I)          |
| 03.10.2000, 16:00 Uhr | SK Baník Ratíškovice (II)       | 1:2             | FK Drnovice (I)            |

## Achtelfinale
| Datum                 |                            | Ergebnis        |                       |
| --------------------- | -------------------------- | --------------- | --------------------- |
| 20.03.2001, 15:00 Uhr | VT Chomutov (II)           | 0:3             | AC Sparta Prag (I)    |
| 24.03.2001, 15:00 Uhr | FK Chmel Blšany (I)        | 2:1             | CU Bohemians Prag (I) |
| 25.03.2001, 15:00 Uhr | SFC Opava (II)             | 0:0 (2:3 i. E.) | FK Teplice (I)        |
| 25.03.2001, 15:00 Uhr | FK Viktoria Žižkov (I)     | 3:1             | Slovan Liberec (I)    |
| 25.03.2001, 15:00 Uhr | FC Stavo Artikel Brünn (I) | 0:2             | FK Jablonec 97 (I)    |
| 25.03.2001, 16:30 Uhr | SK České Budweis (I)       | 2:2 (4:2 i. E.) | FK Drnovice (I)       |
| 25.03.2001, 17:00 Uhr | Baník Ostrava (I)          | 3:0             | FC Marila Příbram (I) |
| 25.03.2001, 17:00 Uhr | SK Slavia Prag (I)         | 5:3             | 1. FC SYNOT (I)       |

## Viertelfinale
| Datum                 |                        | Ergebnis        |                      |
| --------------------- | ---------------------- | --------------- | -------------------- |
| 10.04.2001, 16:30 Uhr | FK Jablonec 97 (I)     | 1:1 (1:3 i. E.) | SK Slavia Prag (I)   |
| 11.04.2001, 16:30 Uhr | FK Viktoria Žižkov (I) | 3:2 n. V.       | FK Teplice (I)       |
| 11.04.2001, 16:30 Uhr | FK Chmel Blšany (I)    | 3:2             | SK České Budweis (I) |
| 12.04.2001, 19:00 Uhr | AC Sparta Prag (I)     | 3:1             | Baník Ostrava (I)    |

## Halbfinale
| Datum                 |                    | Ergebnis |                        |
| --------------------- | ------------------ | -------- | ---------------------- |
| 01.05.2001, 18:00 Uhr | SK Slavia Prag (I) | 1:3      | FK Viktoria Žižkov (I) |
| 02.05.2001, 18:30 Uhr | AC Sparta Prag (I) | 2:0      | FK Chmel Blšany (I)    |

## Finale
| Paarung            | AC Sparta Prag – FK Viktoria Žižkov |
| Ergebnis           | 1:2 n. V. (1:1, 1:1) |
| Datum              | 28. Mai 2001 um 19:00 Uhr |
| Stadion            | Stadion Evžena Rošického, Prag |
| Zuschauer          | 4.050 |
| Schiedsrichter     | Miroslav Liba |
| Tore               | 0:1 Luděk Stracený (14.), 1:1 Jiří Jarošik (32.), 1:2 Aleš Pikl (98.) |
| AC Sparta Prag     | Tomáš Poštulka – Jiří Jarošík, Roman Lengyel, Jiří Novotný, Vladimír Labant – Radek Mynář, Václav Koloušek, Martin Hašek – Radim Holub, Leandro Lázzaro (76. Tomáš Jun), Josef Obajdin (66. Petr Papoušek) Cheftrainer: Ivan Hašek |
| FK Viktoria Žižkov | Petr Pižanowski – Miroslav Mikulík, Jan Buryán, Tomáš Hunal – Antonín Mlejnský, Luděk Stracený, Jiří Sabou, Aleš Pikl – Kennedy Chihuri (85. Roman Janoušek), Michal Pospišil Cheftrainer: Zdeněk Ščasný                           |